# Hospital Virgen del Mirón
El Hospital Virgen del Mirón de Soria es uno de los centros hospitalarios que forman el Complejo Asistencial de Soria junto con el Hospital Santa Bárbara.

## Historia
El hospital se inauguró en 1935 como Sanatorio Antituberculoso para enfermos de dicha patología y vencido terapéuticamente el bacilo de Koch, se inaugura como Hospital General en 1970, para en palabras de Sala de Pablo: “Evitar duplicidad de servicios análogos y coordinar las posibilidades y esfuerzos de todos los organismos que tienen misiones hospitalarias asistenciales: Seguridad Social, Diputación, etc.. cumpliendo el deseo de que el hospital sea la clave en la organización sanitaria en la provincia”.
El Hospital de Provincial o de Santa Isabel había sido fundado por Isabel Rebollo, viuda del licenciado Pedro Calderón, junto a la iglesia de Santo Domingo en 1510. Incendiado por el general José Joaquín Durán en la Guerra de la Independencia, fue trasladado tras la desamortización de Mendizábal en 1835 al también desamortizado Convento de San Francisco quedando en manos de la Diputación Provincial. Entre 1835 y 1970 el Hospital de Santa Isabel recibe en su nueva ubicación a la congregación de Hijas de la Caridad y finalmente en el año 1970 se traslada al Hospital Virgen del Mirón.

## Servicios
El hospital de Santa Bárbara cuenta con los siguientes servicios:
1. Admisión - documentación clínica
2. Alergología
3. Análisis clínicos
4. Farmacia hospitalaria
5. Geriatría
6. Medicina interna
7. Psiquiatría
8. Rehabilitación

## Localización
El hospital está situado en la Carretera de Logroño, 8.
Medios de transporte
El hospital está conectado con el centro de la ciudad a través de los autobuses urbanos:
- Pza. Mariano Granados - Hospitales - Los Royales.3